# Muralla de Vilafranca del Penedès
La Muralla de Vilafranca del Penedès és una obra de Vilafranca del Penedès (Alt Penedès) declarada Bé Cultural d'Interès Nacional.

## Descripció
Les restes de muralla conservades en l'actualitat estan integrades en les parts posteriors de les cases que li foren adossades quan aquesta va perdre la seva funció defensiva. Tot i així, es pot identificar perfectament el circuit de la muralla gràcies a la conservació de gran part de la trama urbana.
Els trams conservats presenten, generalment, un parament de pedra sense treballar lligada amb morter de calç. Al carrer de Ponent, 1 cantonada amb el carrer Sant Pau s'ha documentat un tram de muralla de 24,40 m. de longitud amb una amplada de 1,70 metres i una alçada màxima de 3,6 m. A més, a 7,40 m. de distància de la muralla, s'han documentat també restes del fossat exterior de les èpoques medieval i moderna. També al carrer Ponent s'han documentat restes de muralla al solar núm. 17, on s'ha conservat una espitllera, i al pati del núm. 19, on el tram de muralla està cobert d'heura i és visible des del carrer.
El fossat documentat al carrer Ponent també apareix al carrer Hermenegild Clascar 20-22, on l'alçada màxima de muralla conservada és de 6,5 m. En aquest cas hi ha dos trams ben diferenciats, un de 12,50 m. de longitud i l'altre de 5,40, que combinen blocs de pedra calcària sense treballar disposats en fileres horitzontals i blocs de pedra calcària treballada. Aquest tram de muralla segueix pel solar contigu, als números 16-18, amb 13 m. de llargària i 9,62 m d'alçada màxima conservada i amb un parament amb dos tipus de construcció diferenciats igual que el tram anterior. A l'extrem est d'aquest tram hi ha conservades restes d'una torre feta amb blocs treballats. Tant la torre com la muralla presenten restes d'arrebossat. Al núm. 26 d'aquest mateix carrer es conserva un tram de muralla d'uns 11 m. que conserva intacta la part situada per sota del nivell del carrer, de 2,40 m d'alçada. A aquest tram s'hi adossa una torre de carreus ben escairats a partir de mitja construcció.
Al carrer General Prim, 18 també es van documentar restes de muralla i fossat amb l'enderroc de l'antic Cinema Bogart, seguint les mateixes característiques constructives anteriorment descrites. A més també es va identificar un espai d'uns 3 m. d'amplada paral·lel a la muralla, que funcionaria com a passatge de mur o pas de ronda. Als solars annexos (núms. 16-14-12), les construccions actuals aprofiten la muralla en la seva part inferior.
Un altre tram de muralla, d'uns 8 m., i una espitllera van ser documentats al carrer Beneficència, 10, juntament amb una altra torre defensiva de planta circular.

## Història
El nucli originari medieval de Vilafranca del Penedès queda ubicat en una àrea cèntrica i sobre alçada de la població. La vila anà creixent al voltant d'aquest barri primigeni, cap a una banda o altra, depèn de les èpoques. Per això han quedat diferenciades les trames urbanístiques dels barris que anaven apareixent, cada cop ordentas més racionalement.
És en els límits d'aquest barri cèntric que a través de documents o troballes s'han pogut confirmaria l'existència d'una muralla edificada per primera vegada a meitat dels segle xiv (el Llibre Verd de Vilafranca dona la data de 1338), i que després de diverses reconstruccions s'aprofità a finals del segle xix per la construcció de noves cases, recolzades a la muralla, o fou destruïda quan aquesta ja deixà de ser útil per la defensa. A partir d'aleshores comença la gran expansió de Vilafranca amb la creació dels diferents barris.